# طغان‌شاه
طُغان‌شاه از حاکمان سلجوقی خراسان بود.
طغان‌شاه پسر آلپ ارسلان، محمدبن چغری‌بیگ بن میکائیل. لقب وی شمس الدوله و کنیه اش ابوالفوارس است. در روزگار آلپ ارسلان حکومت خراسان را داشت، و مستقر وی هرات بود. ازرقی از مداحان اوست، و او غیر از طغانشاه بن مؤید آی ابه است که پس از سلطان سنجر بر خراسان استیلا یافت؛ و طغرل بیک، عم ّ پدر طغانشاه بن الب ارسلان است. 
ازرقی هروی از مداحان خاص وی بود، و در قصاید خود تصریح به اسم و لقب و نسب و مقر حکومت وی می‌کند.